# ハンガリー民主フォーラム
ハンガリー民主フォーラム（ハンガリーみんしゅフォーラム、Magyar Demokrata Fórum）は、かつてハンガリーに存在した政党。中道右派政党。

## 概要
ハンガリー社会主義労働者党支配下のハンガリーで、1987年秋に第1回会合を開催、共産主義体制に批判的な多くの知識人が参加した。1988年秋には団体としての活動を宣言し、ハンガリーが複数政党化する端緒を開いた。民主的反体制派などの都会派知識人が集まった自由民主同盟（以下、SZDSZ）に対して、ハンガリーの歴史・伝統を重んじる国民派・農民派の作家・詩人・歴史学者などが参加。ハンガリー民主化運動の一端を形成した。1989年にアンタル・ヨージェフを党首に選んでからは、保守・キリスト教民主主義政党としての道を目指した。また、同年の汎ヨーロッパ・ピクニックにも関与する。

## 沿革
1990年の体制転換後初の議会選挙で勝利し、アンタル・ヨージェフ首相のもと政権に就いた。しかし、1993年のアンタル首相の死去と1994年選挙におけるハンガリー社会党の政権奪取以降は、党は分裂。1998年の選挙ではフィデス＝ハンガリー市民党（現・フィデス＝ハンガリー市民同盟。以下、フィデス）と選挙協力を組み、連立政権に参加した。
2002年選挙でもフィデスと共同リストで選挙に臨み、188議席を獲得したものの、民主フォーラムの占める議席数はそのうちの24議席にすぎなかった。その後フィデスとの関係が悪化したため、2006年議会選挙では単独で選挙に臨み、11議席を獲得した。2009年欧州議会議員選挙における候補者リストを巡る党内対立から党幹部の離党が相次ぎ、党内に混乱が生じた。2010年議会選挙ではかつてのライバル政党であるSZDSZと選挙協力（SZDSZが民主フォーラムの候補者リストに参加）したが、選挙協力に反発した党幹部の離党者が相次いだ他、首相候補の人選を巡る問題による党内対立の結果、ショモジ県やヴァシュ県など三県で地域リスト提出に最低限必要な小選挙区候補2名以上を擁立できず、最終的に地域リストを提出できたのは20箇所のうち17に留まり、党内基盤の弱体化が露呈する結果となった。政党得票率は2.67％に留まり阻止条項である得票率5％を上回ることができなかった結果、ハンガリー議会における全議席を失う結果となり、ダーヴィト・イボヤ代表は党首を辞任した。
2011年2月の党大会で同年4月から党名を「福祉と自由の民主主義者団体」（Jólét és Szabadság Demokrata Közösség JESZ）と改称して活動を続けることを決定、民主フォーラムとしての歴史に幕を閉じる形となった。